# Protesty w obronie Aleksieja Nawalnego
Protesty w obronie Aleksieja Nawalnego – fala protestów społecznych wspierających rosyjskiego opozycjonistę Aleksieja Nawalnego po jego zatrzymaniu w czasie kontroli paszportowej na moskiewskim lotnisku 17 stycznia 2021.
Manifestacje i pikiety odbyły się 23 stycznia 2021 w przeszło 128 miastach i miejscowościach na terenie całej Rosji, rozpoczęły się w miejscowościach położonych na Syberii i Dalekim Wschodzie. W Moskwie zgromadziło się od 4000 (dane policji) do 40 000 (szacunki Reutersa) osób.

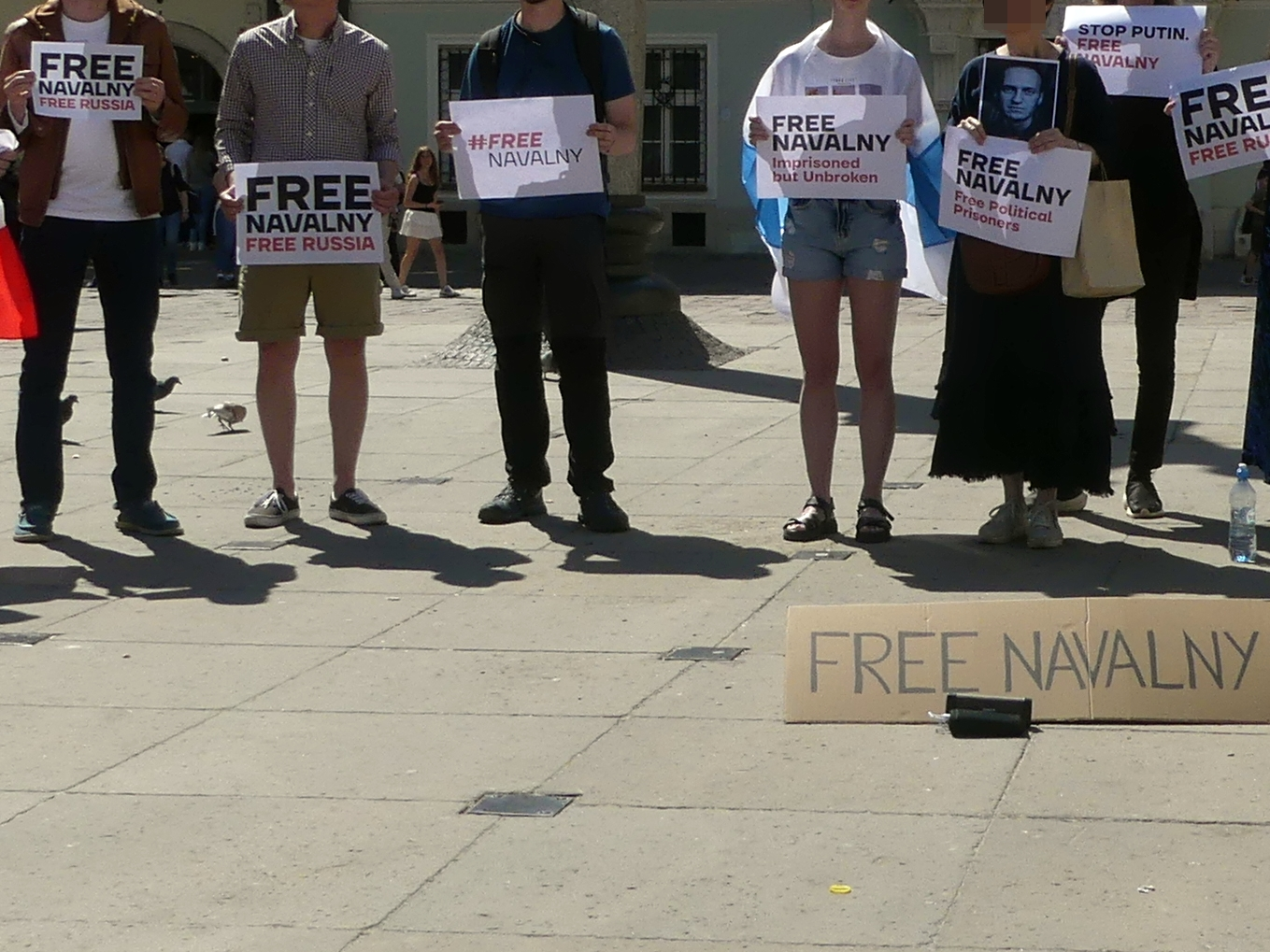
Protest w czerwcu 2023 w Krakowie

Zatrzymano przeszło 3000 osób, w tym w Moskwie – 1320, w Petersburgu – 490, w Nowosybirsku – 96, w Woroneżu – 93, w Niżnym Nowogrodzie – 90. Zatrzymano m.in. żonę opozycjonisty, Juliję oraz jego współpracowniczkę Lubow Sobol.
W marcu 2022 roku Nawalny został oskarżony o defraudację i obrazę sądu, usłyszał kolejny wyrok, dziewięć lat kolonii karnej o zaostrzonym rygorze w Mielechowie, około 250 km na wschód od Moskwy. W  niedzielę 4 czerwca 2023 w dzień 47. urodzin Nawalnego na terenie Rosji w 19 miastach odbyły się demonstracje o uwolnienie Nawalnego z więzienia. Policja w Rosji w czasie protestów aresztowała 96 osób, demonstracje odbyły się także w kilku krajach, w tym także w Polsce.